# Прапор Коростишівського району
Пра́пор Корости́шівського райо́ну затверджений рішенням Коростишівської районної ради.

## Опис прапора
Прапор Коростишівського району являє собою прямокутне полотнище зі співвідношенням ширини до довжини 2:3, яке складається з двох рівновеликих горизонтальних смуг. Зверху — жовтого кольору, знизу — червоного.
У центрі полотнища вміщено зображення герба Коростишівського району.
Висота герба становить 1/2 висоти полотнища, а ширина герба 1/3 ширини полотнища прапора. Герб оброблено тасьмою жовтого кольору. Обидва боки полотнища ідентичні.
З трьох боків полотнище оздоблено золотистою бахромою.
Навершям прапора є прорізна піка жовтого металу із вміщеним зображенням герба Коростишівського району. Древко прапора темно-коричневого кольору.
За допомогою карабіна до навершя еталонного прапора прикріплюється девізна подвійна червона стрічка із бантом. На стрічці напис золотистими літерами «Коростишівський район» та рослинний орнамент утворений листям дуба і лавра. Кінці стрічки внизу прикрашено зображенням герба Коростишівського району Житомирської області. Торці стрічки оздоблено золотистою бахромою. Довжина кінців стрічки дорівнює ширині полотнища.